# 양재근린공원
양재근린공원(良才近隣公園, Yangjae Neighborhood Park)은 대한민국 서울특별시에 있는 스포츠 시설이다. 인조잔디 필드가 갖춰진 경기장이며, 2005년에 준공되었다.

## 참고 문헌
- “양재근린공원”. 서초구청.
- “양재근린공원”. 《서초구 공공체육시설 통합예약》. 서초구청.
- 《2023 전국 공공체육시설 현황 (2022년 12월말 기준)》. 대한민국 문화체육관광부. 2024.